# Потерпевшие претензий не имеют
«Потерпевшие претензий не имеют» — советский художественный фильм 1986 года, снятый режиссёром Болатом Шмановым на киностудии «Казахфильм» по повести братьев Вайнеров «Объезжайте на дорогах сбитых кошек и собак».
Премьера фильма состоялась 29 декабря 1986 года. Фильм посмотрели 10,1 миллионов зрителей.

## Сюжет
Шофёр признаётся в виновности после драки, но следователь выясняет, что потерпевшие — преступная группа, занимавшаяся перепродажей похищенного мяса. Их история тесно связана с семейными отношениями и желанием защитить младшего брата.

## В ролях
- Досхан Жолжаксынов — Ильяс Садыков
- Александр Фатюшин — Александр Степанов
- Вячеслав Шалевич — Эдуард Виноградов
- Анатолий Ромашин — Шатохин, прокурор
- Игорь Скляр — Вадим Степанов
- Леонид Каневский — Сурен Игиазаров
- Вячеслав Молоков — Девяткин
- Жан Байжанбаев — Тулегенов, лейтенант милиции
- Нина Ургант — Екатерина Васильевна
- Тимофей Спивак — Верещагин
- Татьяна Кулиш — Валентина Афанасьева
- Джамбул Худайбергенов — Валерий Асылбеков

В эпизодах:
- Наталья Стриженова — Марина
- А. Манукян — медсестра
- Тунгышбай Джаманкулов — Ахмет
- Роза Балашова — мама Степановых
- Болат Калымбетов
- Виктор Уральский — начальник автобазы
- Уайс Султангазин — Тулен Абдразаков
- Энуар Даулбаев — массажист в бассейне
- Т. Садыков — подручный Виноградова
- Константин Брушковский — эксперт-криминалист
- К. Мырзабаев
- Венера Нигматулина — Лариса
- Нурлыбай Есимгалиев — сотрудник ОБХСС
- М. Джумабаев
- Дархан Батабаев — сын Садыкова

## Съёмочная группа
- Авторы сценария: Аркадий Вайнер, Георгий Вайнер
- Режиссёр-постановщик: Болат Шманов
- Операторы-постановщики: Энуар Даулбаев, Арстан Кадырбеков
- Художник-постановщик: Идрис Карсакбаев
- Композитор: Тлес Кажгалиев
- Звукооператор: Нина Перебаскина
- Режиссёр: Б. Бейсекова
- Оператор: Эдиге Джексембаев
- Художник-декоратор: Рустем Одинаев
- Художник по костюмам: Галим Маданов
- Гримёр: О. Кобыляцкая
- Монтажёр: Римма Белякова
- Ассистенты режиссёра: Н. Овчинникова, Гулбану Катарбекова, Р. Белякова
- Ассистенты оператора: Мурат Джумагалиев, Н. Даулбаев
- Комбинированные съёмки:
  - Оператор: Дмитрий Передня
  - Художник: А. Жуков
- Мастер по свету: Б. Ионов
- Цветоустановщик: Лийя Рэдулеску
- Каскадёры: Э. Гагишвили, Владимир Карпович, А. Голованов, Игорь Лаптев, А. Каратов
- Главный консультант: А. Г. Платаев
- Консультант-полковник: Б. А. Коряковцев
- Редактор: Галина Теплицкая
- Административная группа: М. Нурлыбаев, Е. Ушакова, И. Огурцов
- Директор картины: Танирберген Хажиев
- Государственный симфонический оркестр кинематографии СССР:
  - Дирижёр: Николай Соколов